# Robleda
Robleda è un comune spagnolo di 579 abitanti situato nella comunità autonoma di Castiglia e León.